# Trogodendron mirabilis
Trogodendron mirabilis là một loài bọ cánh cứng trong họ Cleridae. Loài này được Schenkling miêu tả khoa học năm 1900.